# Will Theunissen
Will Theunissen (Nijmegen, 30 juni 1954 – Tiel, 1 mei 2020) was een gitarist en oprichter van de Nijmeegse jazzrock-band Elevator, die in de jaren 70 actief was.

## Biografie
Samen met Frank Boeijen stond hij aan de wieg van de Frank Boeijen Groep, die in de jaren 80 grote bekendheid verwierf. Hun eerste optreden was op 3 november 1979 in het Nijmeegse jongerencentrum Doornroosje. Het succes begon bij het album 1001 Hotel (1983) met de hit Linda. De Groep deelde mee in het succes van de Nederpop in die tijd, aangevoerd door Doe Maar. Van het album Kontakt (1984) belandden Doe iets, Zwart wit en 1.000.000 sterren in de Top 40.
Officieel om 'gezondheidsredenen' stapte Theunissen in augustus 1984 uit de Frank Boeijen Groep. In werkelijkheid lagen muzikale meningsverschillen en een ander leefritme aan het vertrek ten grondslag. Hij werd opgevolgd door Maarten Peters.

## Discografie

### Frank Boeijen Groep
- Frank Boeijen Groep (1981)
- Twee (1982)
- 1001 Hotel (1983)
- Kontakt (1984)